# ملمور (اوهایو)
ملمور (به انگلیسی: Melmore) یک منطقهٔ مسکونی در ایالات متحده آمریکا است که در شهرستان سنکا، اوهایو واقع شده‌است.